# Geum timbalianum
Geum timbalianum är en rosväxtart som beskrevs av Georges Rouy och E. G. Camus. Geum timbalianum ingår i släktet nejlikrotsläktet, och familjen rosväxter. Inga underarter finns listade i Catalogue of Life.